# Talladora de vidre Fletcher
El tallador Fletcher o la talladora de vidre Fletcher és una eina utilitzada per un vidrier per a fer talls precisos en el vidre pla. El vidre normal i recuit es pot trencar d'aquesta manera, però no el vidre temperat, ja que aquest últim tendeix a trencar-se en lloc de trencar-se netament en dos trossos.
Generalment l'empra el personal que construeix cases i edificis, per a tallar les mesures exactes dels vidres de les portes i finestres. No obstant això també és utilitzat per vidriers artesans o quan cal tallar vidre per a alguna altra tasca. Amb aquest es talla tota mena de vidre pla, de qualsevol gruix, del més prim de 3mm fins al de 20 mm. L'eina és composta per una ansa que pot ser de fusta, plàstic o metàl·lica i un cap d'acer o carbur de tungstè. La talladora de carbur de tungstè té un període de vida útil més llarg que la d'acer ja que és més resistent i manté el seu tall durant més temps.

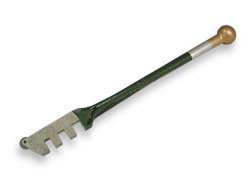
Tallador Fletcher

## Història
O.M. Pike, un joier local de Leverett, Massachusetts, estava convençut que els diamants no eren l'única possibilitat per a tallar el vidre. Després de molt experimentar, va inventar un tallador de vidre una miqueta primitiu però molt eficient. Constava d'un mànec i un petit disc d'acer que girava per a tallar el vidre. El 1868 va rebre la patent als Estats Units d'Amèrica per la seva invenció de "Diamant Màgic". Va treballar per a la Família Fletcher, els qui al voltant de l'any 1873 van començar a fabricar talladors per a vidre de manera massiva a la part del darrere de la seva casa, situada en Bristol, Connecticut. En 1910 Van fundar la companyia "The Fletcher-Terry Company" que fins avui fabrica aquesta sort de talladors.